# Diwan (sikhisme)
Pour les articles homonymes, voir Diwan.
Dans le sikhisme, un diwan, divan ou dewan est le rassemblement de croyants pour le culte. Le mot diwan est issu du persan et veut dire: cour royale, conférence. Utilisé par Guru Nanak, le mot caractérisait la cour de justice divine, ou, d'un état. Avec le temps, le mot diwan est devenu le terme pour définir la cour d'un Guru, ses suivants, ou, une congrégation vivant autour d'un projet d'un Guru. Aujourd'hui il ne reste plus que le Guru Granth Sahib, le Guru intemporel; une assemblée de croyants réunis autour du Livre saint chantant des louanges à Dieu et méditant est nommé diwan. Dans un temple sikh d'importance, deux diwans ont lieu tous les jours.
Dans un grand temple, un gurdwara, la plus grande pièce où se tiennent les réunions de grandes assemblées peut aussi être dénommée: diwan.